# Primer Ministre d'Uganda
El primer ministre d'Uganda presideix el gabinet d'Uganda, encara que el president és el cap de govern efectiu. Robinah Nabbanja és la primera ministra des del 21 de juny de 2021.
El càrrec de primer ministre es va crear per primera vegada l'any 1962. El 1966, el llavors primer ministre Milton Obote va suspendre la Constitució, va abolir el càrrec de primer ministre i es va declarar president. El 1980 es va restablir el càrrec de primer ministre.
La seu de l'oficina del primer ministre d'Uganda es troba a les Torres Bessones de Sir Apollo Kaggwa Road, a la Divisió Central de Kampala, la capital i ciutat més gran d'Uganda.